# Eremosybra albosignata
Eremosybra albosignata là một loài bọ cánh cứng trong họ Cerambycidae.